# Mágico González
Jorge Alberto González Barillas (ur. 13 marca 1958 w San Salvador) – były salwadorski piłkarz grający na pozycji napastnika. Jest uważany za najlepszego salwadorskiego piłkarza w historii.

## Kariera klubowa
Mágico González karierę piłkarską rozpoczął w 1975 roku w klubie ANTEL, z którego przeszedł do Independiente Nacional, z którego przeszedł do FAS Santa Ana i grał w nim przez pięć lat. Z FAS trzykrotnie zdobył Mistrzostwo Salwadoru w 1978, 1979, 1981 oraz Puchar Mistrzów CONCACAF 1979.
Dobra gra na Mundialu 1982 zaowocowała transferem do hiszpańskiego Cádiz CF. Z klubem z Kadyksu awansował do I ligi w 1983, by spaść w następnym. Sezon 1984-1985 spędził w pierwszoligowym Realu Valladolid, po czym wrócił do Cádiz CF, w którym grał do 1991 roku. W 1987 roku spadł do drugiej ligi, by powrócić do niej w 1988 roku. Łącznie przez siedem lat gry rozegrał w Cádiz 183 mecze i strzelił w nich 57 bramek.
Po powrocie do Salwadoru w latach 1991-1999 grał w FAS Santa Ana, z którym dwukrotnie zdobył Mistrzostwo Salwadoru w 1995 i 1996 roku. Karierę zakończył w 2002 roku w klubie San Salvador FC.

## Kariera reprezentacyjna
Mágico González występował w reprezentacji Salwadoru w latach 1976–1998. W 1976 i 1977 uczestniczył w eliminacjach do Mistrzostw Świata 1978.
W 1980 i 1981 uczestniczył w zakończonych sukcesem eliminacjach do Mistrzostw Świata 1982. Na Mundialu w Hiszpanii wystąpił we wszystkich trzech spotkaniach grupowych z Węgrami, Belgią i Argentyną.
W 1985 uczestniczył w eliminacjach do Mistrzostw Świata 1986. W 1989 uczestniczył w eliminacjach do Mistrzostw Świata 1990. W 1992 i 1993 uczestniczył w eliminacjach do Mistrzostw Świata 1994. Ogółem w latach 1976–1998 wystąpił w reprezentacji Salwadoru 48 razy i strzelił 41 bramek.